# The Worst Week of My Life
The Worst Week of My Life är en brittisk komediserie som sändes mellan 2004 och 2006.

## Rollista i urval
- Ben Miller – Howard Steel
- Sarah Alexander – Mel Cook
- Geoffrey Whitehead – Dick Cook
- Alison Steadman – Angela Cook
- Janine Duvitski – Eve
- Ronald Pickup – Fraser Cook
- Raquel Cassidy – Cassie Turner (säsong 1)
- Emma Pierson – Sophie Cook (säsong 1)
- Dean Lennox Kelly – Dom (säsong 1)
- John Benfield – Ron Steel (säsong 1-2)
- Terrence Hardiman – Gerard (säsong 2)